# Nyträsket (Stensele socken, Lappland)
Nyträsket är en sjö i Storumans kommun i Lappland och ingår i Umeälvens huvudavrinningsområde. Sjön har en area på 0,367 kvadratkilometer och ligger 312,3 meter över havet.

## Delavrinningsområde
Nyträsket ingår i det delavrinningsområde (722360-158487) som SMHI kallar för Mynnar i Sundträsket. Medelhöjden är 329 meter över havet och ytan är 3,33 kvadratkilometer. Räknas de 3 avrinningsområdena uppströms in blir den ackumulerade arean 28,93 kvadratkilometer. Vattendraget som avvattnar avrinningsområdet har biflödesordning 5, vilket innebär att vattnet flödar genom totalt 5 vattendrag innan det når havet efter 234 kilometer. Avrinningsområdet består mestadels av skog (89 procent). Avrinningsområdet har 0,37 kvadratkilometer vattenytor vilket ger det en sjöprocent på 11,1 procent.